# Beautiful World (沢田研二のアルバム)
『Beautiful World』（ビューティフル・ワールド）は、日本の歌手である沢田研二の29作目となるオリジナル・アルバム。1992年6月10日東芝EMI／イーストワールドよりリリースされた。

## 解説
前作『A SAINT IN THE NIGHT』に引き続き、吉田建がプロデュースを担当した。
作家陣は、作曲では気鋭の若手起用は楠瀬誠志郎1人に留まり、井上大輔、大野克夫といった先輩格や南佳孝、ムーンライダーズの鈴木慶一など2〜3歳下の同世代が多く起用されている。なお、作詞については前作に続いて覚和歌子がすべて携わる形となった。
前作同様、早川タケジがデザインワークを外れ、信藤三雄率いるC.T.P.P.が担当している。C.T.P.P.のデザイン提案は、新宿大ガードで沢田がホームレスの格好をして撮影をするという過激なものだったが、沢田の要望により却下された。

## 収録曲
- 全作詞:覚和歌子（特記以外）

1. alone
  - 作曲:井上大輔／編曲:小林信吾
2. SOMEBODY'S CRYIN'
  - 作曲:沢田研二／編曲:小林信吾
3. 太陽のひとりごと
  - 作曲・コーラスアレンジ:楠瀬誠志郎／編曲:吉田建

東芝カラーテレビ『BAZOOKA』CMイメージソング[2]
4. 坂道
  - 作曲:鈴木慶一／編曲:吉田建
5. a long good-bye
  - 作曲・編曲:吉田建

「太陽のひとりごと」のカップリング曲。
6. Beautiful World
  - 作曲・編曲:吉田建
7. 懲りないスクリプト
  - 作曲:沢田研二／編曲:吉田建
8. SAYONARA
  - 作曲:南佳孝／編曲:吉田建
9. 月明かりなら眩しすぎない
  - 作曲:大野克夫／編曲:小林信吾
10. 約束の地
  - 作曲:MARS／編曲:吉田建
11. Coourage
  - 作詞:覚和歌子・沢田研二／作曲:沢田研二／編曲:吉田建

## 参加ミュージシャン
- Drums：村上“PONTA”秀一
- Bass：吉田建
- Guitars：柴山和彦, 小倉博和
- Keyboards：小林信吾, 鶴来正基, 国吉良一
- Trumpet：小林正弘
- S.Sax：本田雅人
- A.Sax：包国充
- A.Guitar：笛吹利明, 柴山和彦
- Chorus：坪倉唯子, 和田恵子, Suzi K.Kim, 告井延隆, 中野督夫, 楠瀬誠志郎
- Synthesizer Programming：浦田恵司, 菅原弘明